# August van Neste
August Jules van Neste (Bunnik, 15 september 1922 – Geldrop, 1 augustus 1986) was een Nederlands ingenieur bij de afdeling Staalbouw van de Gemeentewerken Rotterdam, en hoogleraar constructief ontwerpen (staal) bij de afdeling der Bouwkunde van de Technische Hogeschool Eindhoven.
Bij de Gemeentewerken Rotterdam was Van Neste betrokken bij de uitbouw van de Euromast en het ontwerp van de nieuwe Willemsbrug. Hij gold als deskundige op het gebied van de stalen bruggebouw, en heeft aan de Technische Hogeschool Eindhoven bijgedragen aan de invulling van het vakgebied van de staalbouwkunde.

## Levensloop
Van Neste studeerde civiele techniek aan de Technische Hogeschool Delft, waar hij in 1949 zijn kandidaatsexamen haalde.
Na zijn afstuderen begon hij in 1954 bij de Gemeentewerken Rotterdam, waar hij opklom tot chef van de afdeling Staalbouw. Eind jaren zestig was hij daar betrokken bij de constructie van de Space Tower, de 85 meter hoge opbouw op de Euromast. Hij werkte ook aan de spoorbrug over de Oude Maas, en aan de Botlekbrug. In de zeventig jaren werkte hij aan het ontwerp van de nieuwe Willemsbrug, die wordt toegeschreven aan Cor Veerling en was opgeleverd in 1981. In 1983 vroeg Van Neste openlijk om erkenning als ontwerper van de inmiddels bekroonde Willemsbrug.
In 1968 had Van Neste zijn eerste werk gepubliceerd, getiteld "Kunstharsen op stalen en houten brugdekken", voor de Stichting Studiecentrum Wegenbouw in Delft. In 1976 werd hij aangesteld als gewoon hoogleraar in de staalbouw aan de afdeling bouwkunde van de Technische Hogeschool te Eindhoven, om het onderwijs en onderzoek in de staalbouwkunde binnen de afdeling op gang te brengen. Daarbij sprak hij op 23 februari 1979 de intreerede, getiteld "Staalbouw : van handwerk naar bandwerk?." Om gezondheidsredenen nam hij vijf jaar later in 1984 afscheid met de rede "Staalbouw in perspectief." 
Van Neste trouwde op maandag 9 juni 1947 in Delft met Pieternella Krijgsman (1922-2003).

## Werk

### Staalbouw: van handwerk naar bandwerk?, 1979

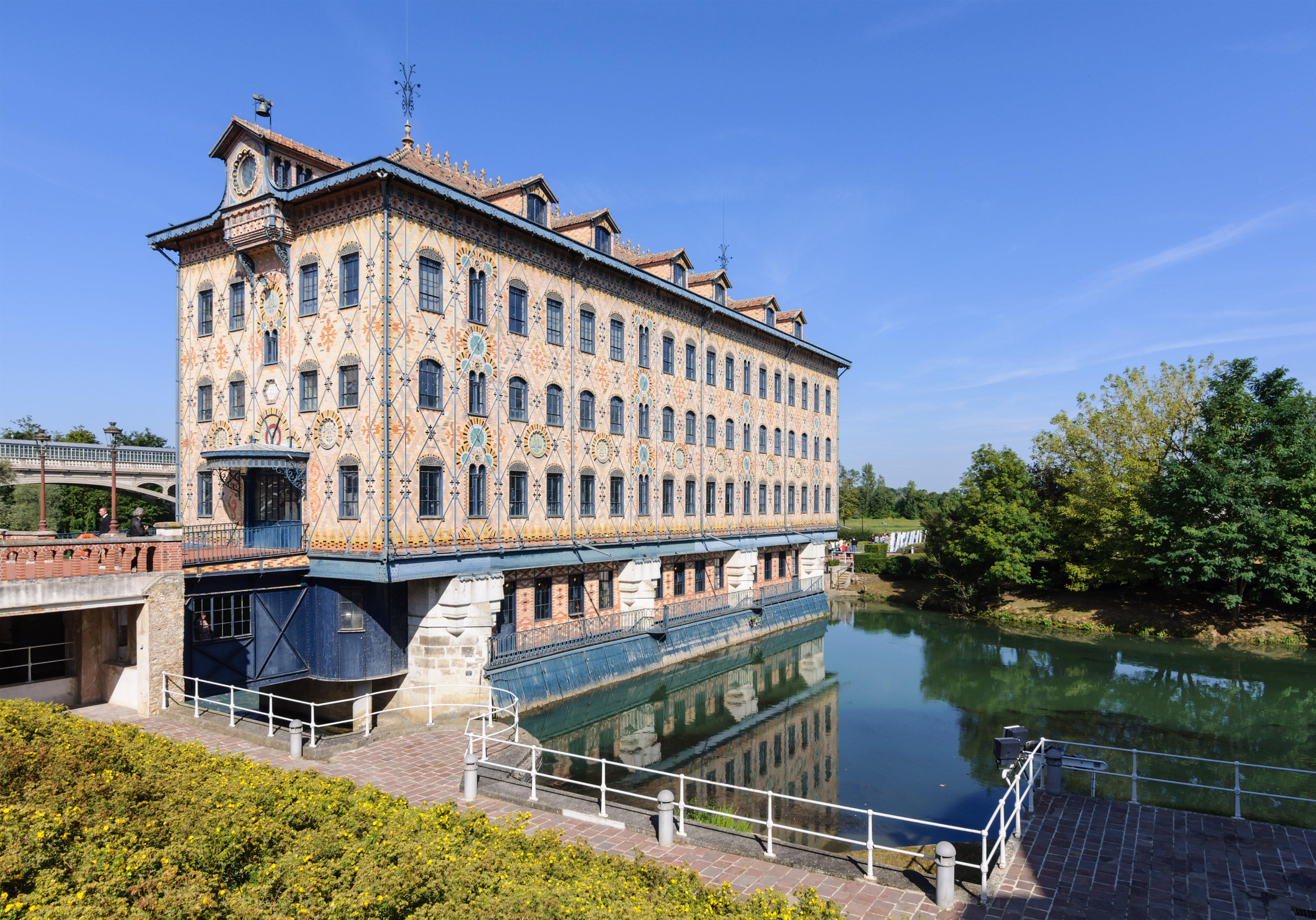
Menier-chocoladefabriek, 1872.

In de intreerede "Staalbouw : van handwerk naar bandwerk?" uit 1979 gaf Van Neste aan, dat de Menier-chocoladefabriek uit 1872 een beginpunt markeert van de moderne staalbouw.
Door verbetering van de puddelproces waren in de tweede helft van de 19e eeuw het welijzer of puddelstaal in grotere hoeveelheid op de markt gekomen. Zo is tussen 1887 en 1889 de Eiffeltoren van puddelstaal gebouwd.
Belangrijk voor de constructeur was dat er gewalste profielen op de markt waren gekomen, die door klinken tot grotere dragende elementen waren samen te stellen. Dit was toegepast in de Menier-chocoladefabriek om een revolutionaire staalskeletbouw te creëren, die het begin van het moderne "staalbouwtijdperk" typeert.

### Staalbouw in perspectief, 1984
In de afscheidsrede "Staalbouw in perspectief" uit 1984 gaf Van Neste een overzicht van de recente ontwikkeling van het onderwijs en onderzoek op het gebied van de staalconstructies, en zijn bijdragen daarbij. Het gebied van de staalconstructies deelt hij onder in:
- Bouwkundige constructies
- Civieltechnische constructies, zoals toegepast in de bouw van bruggen, sluizen en offshore-installaties.

In het vakgebied van bouwkundige staalconstructies onderkent Van Neste verder de lichte staalconstructies. Deze hebben de volgende kenmerken: 
- Staalconstructies met materiaaldikten tot circa 30 mm
- De meest gebruikte staalconstructie in Nederland bij bouwwerken tot circa honderd meter
- Constructies niet onderhevig aan vermoedheidsverschijnselen
- Merendeel van materiaal tot 80 a 90% wordt binnen het gebouw toegepast.

Volgens Van Neste verkeren staalconstructies binnen het gebouw over het algemeen onder "zeer gunstige omstandigheden ten aanzien van de corrosieve aantasting."

## Publicaties
- Neste, A.J. van, Kunstharsen op stalen en houten brugdekken, Delft, 1968.
- Neste, A.J. van, Staalbouw : van handwerk naar bandwerk?. Intreerede Technische hogeschool te Eindhoven, 1979.
- Neste van A.J., A practical method for calculation of steel sheeting in bending, part 1. Eindhoven University of Technology, Eindhoven, 1983.
- Neste, A.J. van, Staalbouw in perspectief. Afscheidsrede TUe 1984.

Artikelen, een selectie:
- Van Neste, A. J. (1970) "Ten years of steel bridges at Rotterdam", Acier-Stahl-Steel, 35, Part 1, 343–348 (July–Aug.), (Part 2, 388– 396 (Sept.).
- van Neste, A. J. (1972): "Aspects techniques et économiques de la construction des viaducs et des routes surélevées en acier." In: Acier = Stahl = Steel, v. 37 (November 1972), pp. 478-486.